# Motor Sister
Motor Sister ist eine US-amerikanische Hard-Rock-/Classic-Rock-Band aus Los Angeles. Die Band steht bei Metal Blade unter Vertrag und hat bislang zwei Studioalben veröffentlicht.

## Geschichte
Die Idee zu Motor Sister entstand Ende 2013, als der Anthrax-Gitarrist Scott Ian sich zu seinem 50. Geburtstag die Wiedervereinigung von Mother Superior, einer seiner Lieblingsbands, wünschte und bei einem Konzert selbst mit der Band mitspielen wollte. Ians Ehefrau Pearl Aday kontaktierte daraufhin den Sänger und Gitarristen von Mother Superior Jim Wilson, der sofort zusagte. Komplettiert wurde die Band vom Bassisten Joey Vera (u. a. Fates Warning, Armored Saint) und dem Schlagzeuger John Tempesta (u. a. The Cult, ex-White Zombie). 
In Anlehnung an das Lied Little Motor Sister nannte sich die Band Motor Sister und spielte das Konzert am 31. Dezember 2013 in Ians Haus. Noch am selben Abend beschlossen die Musiker, die zwölf gespielten Titel aufzunehmen und zu veröffentlichen. Aufgrund der positiven Reaktionen auf das Konzert erfuhr Mike Faley, A&R von Metal Blade, von der Band und bot Motor Sister einen Vertrag an. Mit dem Produzenten Jay Ruston wurde das Album innerhalb von zwei Tagen live aufgenommen. Zwischenzeitlich spielte die Band am 12. Februar 2015 in Brooklyn ihr erstes „richtiges“ Konzert. Das Album Ride wurde am 6. März 2015 veröffentlicht. Sänger Jim Wilson bezeichnete Ride als ein neu aufgenommenes Greatest-Hits-Album. Da die Musiker weiterhin in ihren anderen Bands aktiv waren, spielten Motor Sister „nur zum Spaß“ wenige Konzerte in Kalifornien und verzichteten auf eine Tour. Joey Vera erklärte, dass er nicht mit einem weiteren Album gerechnet habe. Dennoch hielten die Musiker weiterhin Kontakt zueinander.
Im September 2018 wollte die Band mit den Arbeiten für ein zweites Studioalbum beginnen, welches gänzlich neue Kompositionen enthalten und Anfang 2019 erscheinen sollte. Es dauerte jedoch bis März 2020, ehe die Aufnahmen mit dem Produzenten Jay Ruston begannen. Die COVID-19-Pandemie sorgte für eine Unterbrechung der Aufnahmen. Erst Mitte 2021 konnten die Aufnahmen beendet werden. Das zweite Album Get Off erschien schließlich am 6. Mai 2022.

## Diskografie
Alben
- 2015: Ride
- 2022: Get Off

Musikvideos
- 2015: Fork in the Road
- 2015: A Hole
- 2015: Beg Borrow Steal
- 2022: Right There Just Like That
- 2022: Can’t Get High Enough